# 火星3號
火星3號（Марс-3）是蘇聯在1971年發射的火星探測計畫的探測船。於5月28日協調世界時15時26分20秒由一枚搭载D组级的質子K型運載火箭發射，於在1971年12月成功登陸在火星地面。火星3號與火星2號是同一系列的探測船，都擁有1組軌道船與登陸艇。火星2號於12月27日到達火星後，登陆艇于火星表面撞毁，轨道船继续工作了8个月。而火星3號与火星2號的軌道器工作到次年8月22日宣布退役，但是火星3號的著陸器卻成為了有史以來第一個成功在火星表面著陸的探測器，雖然它僅僅火星上工作了大約14秒，甚至沒能發回一張完整的照片就永遠與地球失去了通信聯繫。

## 轨道飞行器
轨道飞行器火星3号因為燃料不足，運行在較火星2号高的火星轨道上。轨道周期为數十天。
轨道飞行器的主要科学任务有：绘制火星表面和云层图像；测量火星温度；研究火星表面地形、土壤构成和物理特性；测量火星大气的性质；检测太阳风、星际磁场以及火星磁场。另外，轨道飞行器还在着陆器和地球之间扮演了信号传递者的角色。
1971年12月至次年3月间，火星3号的轨道飞行器也传回了大量的数据。在本次探测计划中，火星2号与火星3号共送回了60张照片。它们所获得的照片和数据首次向人类显示了火星表面高达22千米的山峰、大气层上端大量的氢原子和氧原子、从零下110摄氏度到13摄氏度的地表巨大温差、5.5至6毫巴（55至60千帕）的大气压、比地球低5000倍的水蒸汽含量以及高达7千米的红色尘暴等等。这些图片和数据为绘制火星表面立体图、研究火星重力和磁场提供了重要的信息。

## 着陆器
火星3号的着陆系统与推进系统分别装载在轨道器的两端。着陆系统包括了一个直径为1.2米的圆形着陆仓、一个直径2.9米的锥形气动减速罩，一个降落伞系统以及减速火箭。整个着陆系统满载燃料后重量为1210千克，其中着陆仓重358千克。燃烧液态氮气的微型引擎是着陆系统的动力来源，另有4个引擎装载在减速罩的外侧以控制降落角度。着陆器的顶部则装载了主、副减速伞、引擎和雷达高度仪。
根据设计，仓内使用泡沫来吸收着陆时的震动。当着陆仓成功着陆后，上端会有4片三角形翼瓣打开，调整着陆仓的位置并使得仪器和火星车可以开始工作。
着陆器配备了用于测量火星大气成分的质谱仪，2个360度全景摄像机，温度、气压和风力风向传感器，还有用于探测火星地表化学性质和结构的仪器。其中包括一个用于寻找有机物质和生命迹象的机械铲。它还携带了一面带有苏联国徽的旗帜。通过仓顶的4根天线，着陆器可以和轨道飞行器进行无线通讯。工作期间整个着陆器的能量来源是由轨道器提前为其充电的蓄电池。
为了防止着陆器上的沾染物干扰火星的生态环境，发射前，着陆器已被全面消毒灭菌。
1971年12月2日，着陆器与轨道舱分离，比火星2号慢幾天，着陆器以大约5.7千米/秒的速度进入火星大气后，最终减速伞打开，着陆器預定要發送90秒的最初數據，但只有約20秒後便無預警停止，有推測是沙塵暴導致天線受損，軌道器高度也不如火星2号順利。此外，與火星2号一樣，當時火星正發生沙塵暴，這解釋了拍出來的照片是模糊一片。

### Prop-M火星车
火星3号的着陆器装载了一个4.5公斤的火星车。根据设计，虽然它可以在火星表面移动，但一根15米长的缆线始终令火星车与着陆器相连。由于地球和火星车通信延时非常久，因此不采用全程遥控，而是通过在火星车上安装两根探测金属棒，使火星车可以自主绕过障碍。 火星车上安装了动力圆锥触探仪和辐射密度计。
根据计划，当火星3号着陆之后，机械臂将会把火星车放置在地面上，火星车将在着陆仓摄像机的视野范围内移动，并每隔1.5米进行测量。火星车移动所留下的痕迹也将会被记录，并用来研究土壤的性质。但是由于着陆器失聯，目前仍不知道火星车有没有放出。
2013年4月11日，NASA宣布在火星侦察轨道器上搭載的高解析度成像科學設備拍攝的影像中可能發現了火星3號的登陸地點，影像中可能拍攝到了火星3號的降落傘、減速火箭、防熱盾和登陸艇 。

## 外部連結
- NASA's mars probe website （页面存档备份，存于）
- Ted Stryk's page on the Mars 3 Probe
- TASS notice on the Mars-3 landing (in Russian) (Wikisource)